# 趙銀政
趙銀政（韓語：조은정，英語：Cho Eun Jung，1994年3月25日－)，常誤譯為趙恩靜、趙銀鄭，韓國主播、女藝人。

## 生涯經歷

### 童年與求學時光
六歲開始習舞，畢業於首爾藝術名門藝園學校、首爾藝術高等學校韓國舞蹈科、梨花女子大學韓國舞蹈系。

### 演藝生涯
2014年，從LOL全球總決賽台灣小組分區賽出道，之後開始擔任《英雄聯盟》韓國LCK賽區女主播以及LOL全球總決賽賽後訪問。因出眾的外表與優秀的主持實力，被封為「最美電競女主持」、「LOL女神」。
2016年5月，因選擇完成學業而離開OGN主播台，不再擔任OGN的賽後訪問主持人。
2016年9月，簽約Imagine Asia經紀公司。
2016年12月至2018年6月，擔任SBS深夜正式演藝記者，專責電影採訪。
2019年初，與經紀公司表明希望離開電視圈，故未與Imagine Asia續約，暫離螢光幕。

## 主持工作
| 年份   | 電視台 | 節目名稱                  | 備註     |
| ------ | ------ | ------------------------- | -------- |
| 2014年 | OGN    | LOL全球總決賽             |          |
| 2014年 | OGN    | 大韓民國 遊戲大賞 MC      | 與全鏞埈 |
| 2015年 | OGN    | LCK春季賽                 |          |
| 2015年 | OGN    | LCK夏季賽                 |          |
| 2015年 | OGN    | LOL全球總決賽             |          |
| 2015年 | OGN    | LOL全明星賽               |          |
| 2015年 | OGN    | 大韓民國E-Sports大賞 MC   | 與全鏞埈 |
| 2016年 | OGN    | LCK春季賽                 |          |
| 2016年 | OGN    | e-STADIUM開幕式 MC        | 與全鏞埈 |
| 2016年 |        | 第四屆遊戲創作選拔大會 MC | 與許峻   |
| 2018年 | EBS    | Robot X Drone Challenge   | 與孫東雲 |

## 演出作品
| 年份        | 電視台     | 節目名稱              | 備註                                                |
| ----------- | ---------- | --------------------- | --------------------------------------------------- |
| 2016年      | KBS 2TV    | 兩天一夜              | 6月19日 Ep.129 大學特輯第二季－去梨花女子大學（中） |
| 2016年      | OGN        | Watchman Expansion    | 11月10日 - 12月1日                                  |
| 2017年      | 首爾經濟TV | Business Tip and Talk |                                                     |
| 2016-2018年 | SBS        | 深夜正式演藝          | Ep.1-Ep.71                                          |

## 個人生活
2019年5月17日，根據《news1》獨家報導，演員蘇志燮於2018年為宣傳主演電影《雨妳再次相遇》，接受多家娛樂節目、媒體訪問，其中包含娛樂新聞SBS《深夜正式演藝》，因而結識當時負責採訪的主播趙銀政，爾後又在熟識的朋友聚會重聚，逐漸發展為戀人關係。《Dispatch》亦在《news1》報導登出後獨家公開兩人於漢南洞約會照片。蘇志燮經紀公司51K隨後出面證實消息屬實，兩人交往時間約一年。蘇志燮本人亦透過51K官方 instagram 向粉絲親自承認戀情。
於2020年4月7日登記結婚，蘇志燮經紀公司51K表示，婚禮根據兩人意願，只與雙方直系親屬低調舉行。同時因正處時局困難時期（COVID-19），代替婚禮，向 NGO Good Neighbors捐款五千萬韓元，在韓國宣布線上開學之際，提供教育設備不足的學童提供平板電腦及智慧型電子產品。